# Frank Wollman
Frank Wollman, češki literarni zgodovinar, slavist in slovenist, * 5. maj 1888, Bohušovice nad Ohří, † 9. maj 1969, Praga.

## Življenje
V Pragi in Berlinu je študiral narodopisje ter slovansko in primerjalno književnost. Leta 1917 je na praški univerzi doktoriral s temo Povest o beli gospe v književnosti in v češkem ljudskem izročilu, leta 1922 se je tam habilitiral s temo Vampirske povesti v Srednji Evropi. Velja za ustanovitelja teatrologije na Janáčkovi akademiji za glasbo in uprizoritvene umetnosti (JAMU) v Brnu, bil pa je tudi član Praškega lingvističnega krožka in češkoslovaške komunistične stranke (KSČ).

## Delo
Najprej je služboval kot srednješolski profesor v več čeških mestih in v Bratislavi. Leta 1925 je postal izredni profesor slovanske primerjalne književnosti na Univerzi Komenskega v Bratislavi, od 1927 do 1959 je deloval na Masarykovi univerzi v Brnu. Leta 1952 je postal dopisni član Češkoslovaške akademije znanosti (ČAVU), leta 1969 pa še zunanji dopisni član SAZU. Pri tridesetih je objavil pesniško zbirko, v 20. letih je napisal več dram z zgodovinsko tematiko. Bil je zavzet preučevalec južnoslovanske dramatike, kjer se je posluževal komparativistične metode. Tako je nastala monografija srbohrvaške, slovenske in bolgarske dramatike; sinteza teh treh knjig obravnava ali omenja kar 400 naslovov 62 slovenskih dramatikov. Izmed teh se je najbolj navdušil nad Cankarjem in Župančičem. Avtor se v uvodu k Slovenski dramatiki (ki velja za prvo pregledno delo slovenske dramatike) za pomoč zahvaljuje Nahtigalu, Prijatelju, Kidriču; njegovo delo sta pohvalila Govekar in Koblar. Prav tako kot Anton Ocvirk v delu Teorija primerjalne literarne zgodovine (COBISS) je v K methodologii srovnávací slovesnosti slovanské (COBISS) obravnaval razširjanje in razumevanje metodološkega načrta francoskega komparativista Paula van Tieghema v slovanskem kontekstu v obdobju med svetovnima vojnama.
Nekaj dni po smrti so mu na Masarykovi univerzi v spomin podelili častni doktorat, leto prej pa je dobil državno priznanje, ki ga je Češkoslovaška podeljevala za posebne delovne dosežke na različnih področjih.

## Izbrana bibliografija
- Slovesnost Slovanů. Praga: Vesmír, 1928. (COBISS)
- Srbochorvatské drama. Přehled vývoje do války. Bratislava: [s.n.], 1924. (COBISS)
- Bulharské drama. Bratislava: [s.n.], 1928. (COBISS)
- Dramatika slovanského jihu. Praga: [s.n.], 1930. (COBISS)
- Frank Wollman: Slovenska dramatika. Iz češčine prevedel Andrijan Lah. Ljubljana: Slovenski gledališki muzej, 2004. (COBISS)